# Околовиці (Лодзинське воєводство)
Околовиці (пол. Okołowice) — село в Польщі, у гміні Паб'яниці Паб'яницького повіту Лодзинського воєводства.
Населення — 31 особа (2011).

## Демографія
Демографічна структура станом на 31 березня 2011 року:
|          | Загалом | Допрацездатний вік | Працездатний вік | Постпрацездатний вік |
| -------- | ------- | ------------------ | ---------------- | -------------------- |
| Чоловіки | 16      | 4                  | 11               | 1                    |
| Жінки    | 15      | 0                  | 7                | 8                    |
| Разом    | 31      | 4                  | 18               | 9                    |